# Massawa Circuit
Der Massawa Circuit ist ein Straßenradrennen in Eritrea. Das Eintagesrennen führt rund um Massaua. Erstmals ausgetragen wurde das Radrennen im Jahr 2016. Seitdem ist es Teil der UCI Africa Tour und dort in der Kategorie 1.2 eingestuft. Premierensieger wurde der Eritrer Tesfom Okubamariam.

## Sieger
- 2017  Simon Musie
- 2016  Tesfom Okubamariam